# Rij van Conway
De rij van Conway, in 1986 geïntroduceerd door en vernoemd naar de Britse wiskundige John Conway, is een rij van natuurlijke getallen die niet op een berekening gebaseerd zijn, maar op een taalkundige beschrijving. Elk volgende element van de rij is een "beschrijving" van het vorige element, vandaar dat de Engelse naam Look-and-say sequence is. Het begin van de rij is:
1, 11, 21, 1211, 111221, 312211, 13112221, ...
Deze rij begint met 1, zodat het volgende element bepaald wordt door de beschrijving van 1:
- De beschrijving van 1 is "één 1": 11

Vervolgens:
- De beschrijving van 11 is "twee 1-en": 21
- De beschrijving van 21 is "één 2 en dan één 1": 1211
- De beschrijving van 1211 is "één 1, dan één 2 en dan twee 1-en": 111221

Een rij van Conway kan ook met een ander getal beginnen dan 1.

## Eigenschappen

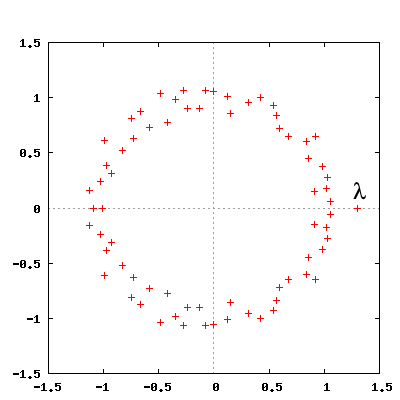
De oplossingen in het complexe vlak van de 71^{e}-graadsvergelijking waarvan de constante van Conway de meest rechtse is.

- Als het begingetal geen cijfer groter dan 3 bevat, en ook geen rijtje van meer dan 3 gelijke cijfers, dan bevat de gehele rij geen andere cijfers dan 1, 2 en 3.
- Behalve als het begingetal 22 is, divergeert de rij.
- De rij groeit, als het begingetal geen 22 is, heel snel. Als {\displaystyle L_{n}} de lengte is van het {\displaystyle n}-de getal van de rij, dan geldt:

{\displaystyle \lim _{n\to \infty }{\frac {L_{n+1}}{L_{n}}}=\lambda }
waarin {\displaystyle \lambda =1{,}303577269\ldots } een algebraïsch getal is van graad 71. Dit getal staat bekend als de constante van Conway, die dit bewees. De constante van Conway is de unieke positieve reële oplossing van:
{\displaystyle x^{71}-x^{69}-2x^{68}-x^{67}+2x^{66}+2x^{65}+x^{64}-x^{63}-x^{62}-x^{61}-x^{60}-x^{59}+}
{\displaystyle 2x^{58}+5x^{57}+3x^{56}-2x^{55}-10x^{54}-3x^{53}-2x^{52}+6x^{51}+6x^{50}+x^{49}+9x^{48}-3x^{47}-}
{\displaystyle 7x^{46}-8x^{45}-8x^{44}+10x^{43}+6x^{42}+8x^{41}-5x^{40}-12x^{39}+7x^{38}-7x^{37}+7x^{36}+x^{35}-}
{\displaystyle 3x^{34}+10x^{33}+x^{32}-6x^{31}-2x^{30}-10x^{29}-3x^{28}+2x^{27}+9x^{26}-3x^{25}+14x^{24}-8x^{23}-}
{\displaystyle 7x^{21}+9x^{20}+3x^{19}-4x^{18}-10x^{17}-7x^{16}+12x^{15}+7x^{14}+2x^{13}-12x^{12}-4x^{11}-}
{\displaystyle 2x^{10}+5x^{9}+x^{7}-7x^{6}+7x^{5}-4x^{4}+12x^{3}-6x^{2}+3x-6=0}